# Даниловское (Вологодская область)
Даниловское — посёлок в Устюженском районе Вологодской области. Административный центр Никифоровского сельского поселения.
С точки зрения административно-территориального деления входит в Никифоровский сельсовет. Посёлок стал центром сельского поселения с 9 апреля 2009 года, до этого центром была деревня Веницы.
Расстояние по автодороге до районного центра Устюжны — 15 км. Ближайшие населённые пункты — Бородино, Волосово, Никифорово, Трестенка.
По переписи 2002 года население — 213 человек (99 мужчин, 114 женщин). Преобладающая национальность — русские (86 %).
В посёлке Даниловское расположена усадьба К. Н. Батюшкова — памятник архитектуры федерального значения, поставленный на охрану постановлением Совета Министров РСФСР № 1327 от 30.08.1960. Усадебный комплекс включает дом при усадьбе (1812 год), парк XIX века, служебную постройку (конец XVIII — начало XX века). К тому же комплексу относится утраченная деревянная Никольская церковь 1700 года в деревне Новинки.